# Alexander von Tunzelmann
Alexander Francis Henry von Tunzelmann (né le 15 juin 1877 à Nelson et mort le 19 septembre 1957 à Invercargill) est un navigateur, chasseur de baleines et explorateur néo-zélandais.
Il est l'un des premiers à avoir mis le pied sur le continent antarctique ; cela s'est produit lorsqu'il faisait partie de l'équipage du baleinier norvégien Antarctica, au cap Adare le 24 janvier 1895.